# Coupe de France féminine de handball 2005-2006
Navigation
2004-2005 2006-2007
La coupe de France 2005-2006 est la 14e édition de la coupe de France féminine de handball, compétition à élimination directe mettant aux prises des clubs de handball amateurs et professionnels affiliés à la Fédération française de handball. Le tenant du titre est l'ES Besançon, vainqueur en 2004-2005 de Metz.
La finale est remportée par Le Havre AC Handball face à l'US Mios-Biganos (31-29). Le Havre remporte son 1er titre dans la compétition.

## Résultats

### Seizièmes de finale
Les résultats des seizièmes de finale sont, :
| Date             | Club recevant              | Score   | Club visiteur                  |
| ---------------- | -------------------------- | ------- | ------------------------------ |
| 7/8 janvier 2006 | Le Pouzin HB 07 (N1)       | 20 – 29 | SHBC La-Motte Servolex (N1)    |
| 7/8 janvier 2006 | Bourg-de-Péage UGAP (D2)   | 19 – 26 | HBC Nîmes (D1)                 |
| 7/8 janvier 2006 | US La Crau (N1)            | 25 – 38 | Toulon Saint-Cyr VHB (D1)      |
| 7/8 janvier 2006 | CS Vesoul Haute-Saône (D2) | 26 – 29 | ASU Lyon/Vaulx-en-Velin (D2)   |
| 7/8 janvier 2006 | HBC Harnes (N3)            | 18 – 38 | ESC Yutz (D1)                  |
| 7/8 janvier 2006 | EAL Abbeville (N1)         | 23 – 22 | Noisy-le-Grand handball (D2)   |
| 7/8 janvier 2006 | SMV Porte Normande (N1)    | 27 – 31 | SC Angoulême (D1)              |
| 7/8 janvier 2006 | HB Féminin Arvor 29 (D2)   | 19 – 40 | Le Havre AC Handball (D1)      |
| 7/8 janvier 2006 | HBC Celles-sur-Belle (N1)  | 10 – 0  | Bordes Sports (D2)             |
| 7/8 janvier 2006 | Rennes Métropole HB (N3)   | 8 – 24  | US Mios-Biganos (D1)           |
| 7/8 janvier 2006 | CA Béglais (D1)            | 35 – 22 | Aunis La Rochelle-Périgny (D2) |

### Huitièmes de finale
Les huitièmes de finale sont marqués par l'entrée des clubs européens : Fleury les Aubrais, Metz, Mérignac, Dijon et Besançon. Les résultats des matchs sont, :
| Date              | Club recevant                | Score   | Club visiteur               |
| ----------------- | ---------------------------- | ------- | --------------------------- |
| 15/03/2006, 20h30 | SHBC La-Motte Servolex (N1)  | 15 – 37 | Metz Handball (D1)          |
| 15/03/2006, 20h00 | ES Besançon T (D1)           | 36 – 21 | HBC Nîmes (D1)              |
| 15/03/2006, 21h00 | CA Béglais (D1)              | 29 – 24 | CJF Fleury-les-Aubrais      |
| 15/03/2006, 20h00 | ASU Lyon/Vaulx-en-Velin (D2) | 22 – 39 | Le Havre AC Handball (D1)   |
| 15/03/2006, 19h00 | Toulon Saint-Cyr VHB (D1)    | 30 – 35 | US Mios-Biganos (D1)        |
| 15/03/2006, 19h00 | Mérignac Handball (D1)       | 24 – 25 | Cercle Dijon Bourgogne (D1) |
| 15/03/2006, 20h30 | HBC Celles-sur-Belle (N1)    | 20 – 31 | SC Angoulême (D1)           |
| 15/03/2006, 20h45 | EAL Abbeville (N1)           | 27 – 23 | ESC Yutz (D1)               |

### Tableau final
Le tableau final est :	
|  | Quarts de finale 29/03/2006 | Quarts de finale 29/03/2006 |                      |    | Demi-finales 19/04/2006 | Demi-finales 19/04/2006 |  |  | Finale 21/05/2006 | Finale 21/05/2006 |
|  | Quarts de finale 29/03/2006 | Quarts de finale 29/03/2006 |                      |    | Demi-finales 19/04/2006 | Demi-finales 19/04/2006 |  |  | Finale 21/05/2006 | Finale 21/05/2006 |
|  |                             |                             |                      |    |                         |                         |  |  |                   |                   |
|  |                             |                             |                      |    |                         |                         |  |  |                   |                   |
|  |                             |                             |                      |    |                         |                         |  |  |                   |                   |
|  | Cercle Dijon Bourgogne (D1) | 23                          |                      |    |                         |                         |  |  |                   |                   |
|  | Cercle Dijon Bourgogne (D1) | 23                          |                      |    |                         |                         |  |  |                   |                   |
|  | SC Angoulême (D1)           | 26                          |                      |    |                         |                         |  |  |                   |                   |
|  | SC Angoulême (D1)           | 26                          | SC Angoulême (D1)    | 19 |                         |                         |  |  |                   |                   |
|  |                             |                             | SC Angoulême (D1)    | 19 |                         |                         |  |  |                   |                   |
|  |                             | Le Havre AC (D1)            | 32                   |    |                         |                         |  |  |                   |                   |
|  | ES Besançon T (D1)          | Le Havre AC (D1)            | 32                   | 28 |                         |                         |  |  |                   |                   |
|  | ES Besançon T (D1)          |                             |                      | 28 |                         |                         |  |  |                   |                   |
|  | Le Havre AC (D1)            | 32                          |                      |    |                         |                         |  |  |                   |                   |
|  | Le Havre AC (D1)            | 32                          | Le Havre AC (D1)     | 31 |                         |                         |  |  |                   |                   |
|  |                             |                             | Le Havre AC (D1)     | 31 |                         |                         |  |  |                   |                   |
|  |                             | US Mios-Biganos (D1)        | 29                   |    |                         |                         |  |  |                   |                   |
|  | US Mios-Biganos (D1)        | US Mios-Biganos (D1)        | 29                   | 24 |                         |                         |  |  |                   |                   |
|  | US Mios-Biganos (D1)        |                             |                      | 24 |                         |                         |  |  |                   |                   |
|  | CA Béglais (D1)             | 22                          |                      |    |                         |                         |  |  |                   |                   |
|  | CA Béglais (D1)             | 22                          | US Mios-Biganos (D1) | 29 |                         |                         |  |  |                   |                   |
|  |                             |                             | US Mios-Biganos (D1) | 29 |                         |                         |  |  |                   |                   |
|  |                             | Metz Handball (D1)          | 27                   |    |                         |                         |  |  |                   |                   |
|  | EAL Abbeville (D2)          | Metz Handball (D1)          | 27                   | 24 |                         |                         |  |  |                   |                   |
|  | EAL Abbeville (D2)          |                             |                      | 24 |                         |                         |  |  |                   |                   |
|  | Metz Handball (D1)          | 35                          |                      |    |                         |                         |  |  |                   |                   |
|  | Metz Handball (D1)          | 35                          |                      |    |                         |                         |  |  |                   |                   |

#### Quarts de finale
| Date         | Club recevant               | Score   | Club visiteur      | Rapport          |
| ------------ | --------------------------- | ------- | ------------------ | ---------------- |
| 29 mars 2006 | Cercle Dijon Bourgogne (D1) | 23 – 26 | SC Angoulême (D1)  | Feuille de match |
| 29 mars 2006 | ES Besançon T (D1)          | 28 – 32 | Le Havre AC (D1)   | Feuille de match |
| 29 mars 2006 | US Mios-Biganos (D1)        | 24 – 22 | CA Béglais (D1)    | Feuille de match |
| 29 mars 2006 | EAL Abbeville (N1)          | 24 – 35 | Metz Handball (D1) | Feuille de match |

#### Demi-finales
| Date          | Club recevant        | Score   | Club visiteur      | Rapport          |
| ------------- | -------------------- | ------- | ------------------ | ---------------- |
| 19 avril 2006 | SC Angoulême (D1)    | 19 – 32 | Le Havre AC (D1)   | Feuille de match |
| 19 avril 2006 | US Mios-Biganos (D1) | 29 – 27 | Metz Handball (D1) | Feuille de match |

#### Finale
| 21 mai 2006 | Le Havre AC              | 31 - 29   | US Mios-Biganos                                                | Le Havre Affluence : 3 000 |
| 21 mai 2006 | Sophie Herbrecht, 9 buts | (11 - 12) | Myriam Borg-Korfanty, Léontine Kibamba et Aurèle Itoua, 6 buts | Le Havre Affluence : 3 000 |
| 21 mai 2006 | handzone                 |           |                                                                | Le Havre Affluence : 3 000 |

## Vainqueur
| Vainqueur de la Coupe de France 2005-2006 Le Havre AC Handball 1re victoire |